# Радіотелескоп Двінгело
Радіотелескоп  Двінгело (англ. Dwingeloo Radio Telescope) — нідерландський радіотелескоп з параболічною антеною діаметром 25 метрів, побудований у 1954 році. Найстаріший рухомий радіотелескоп такого розміру у світі. Розташований поблизу села Двінгело у Дренте, у національному парку Двінгелверд. Має статус національної пам'ятки.
Телескоп широко використовувався для картографування найтрального водню в Галактиці на лінії 21 см. Також він відкрив дві близькі карликові галактики, які були на честь нього названі Двінгело 1 і Двінгело 2.
З 1998 році телескоп припинив наукові дослідження. В 2012-2013 роках він був капітально відремонтований і тепе використовується в навчальних і популяризаторських цілях радіоаматорами, астрономами-любителями і освітніми установами.

## Історія

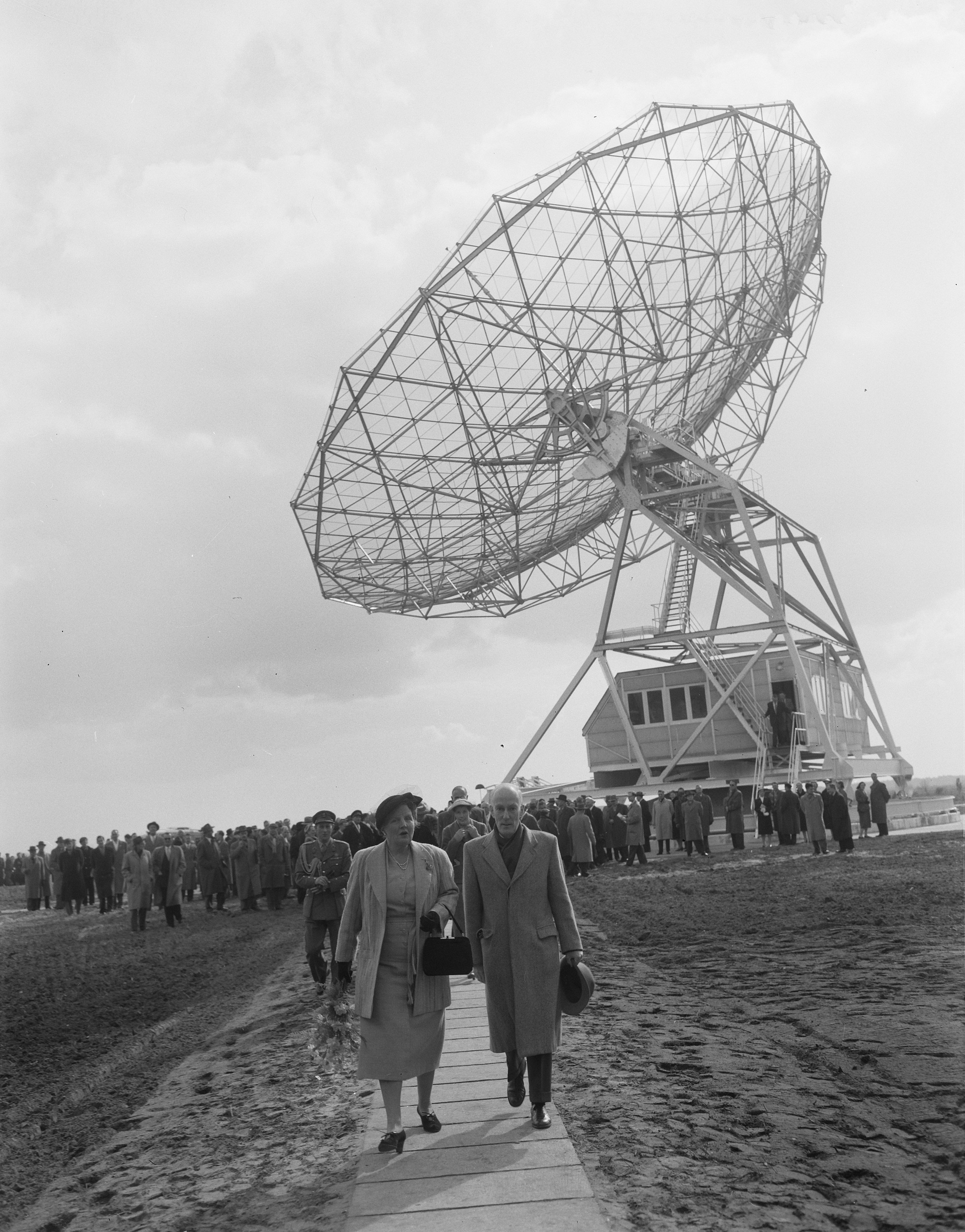
Відкриття радіотелескопа Двінгело

Телескоп був побудований у 1954 році компаніями Werkspoor і Philips у співпраці з різними голландськими університетами. Після слів "Чи не натиснете цю кнопку, ваша величносте?" телескоп був офіційно введений в експлуатацію королевою Юліаною 17 квітня 1956 року. Недовго це був найбільший радіотелескоп у світі. Вартість будівництва оцінювалася в 505 810 нідерландських гульденів (що еквівалентно приблизно 1,9 мільйона євро в 2019 році). Будівництво телескопа фінансувалося тодішньою Організацією чистих наукових досліджень (нині це Нідерландська організація наукових досліджень).
Поруч з радіотелескопом Двінгело розташовані головні офіси дослідницької установи ASTRON.

## Технологія
Вага всієї конструкції становить приблизно 120 тонн. На бетонному фундаменті прокладена рейка, на якій змонтований телескоп. По рейці пересуваються чотири ходових колеса з приблизно 15 тоннами тиску на колесо. Ходові колеса підтримують всю конструкцію. Всі кабелі вводяться в установку вздовж центральної осі. Великий параболічний відбивач обертається трьома двигунами: один для азимута і два для висоти. Приймальне обладнання знаходиться у фокусі параболи. Дані, отримані ним, потім надходять до комп’ютерів, встановлених в корпусі позаду антени.

## Наукові відкриття
Одним із перших результатів роботи телескопа був досі широко використовуваний каталог Вестергаута, укладений Ґартом Вестерхаутом.
Телескоп використовувався, в основному, для картографування нейтрального водню в Чумацькому Шляху за допомогою вимірювань лінії 21 см. У 1963 році Мюллер, Оорт і Раймонд виявили наявність високошвидкісних хмар нейтрального водню в гало Чумацького Шляху. Останнім 21-сантиметровим оглядом, виконаним в Двінгело, був Leiden/Dwingeloo HI Survey Гартмана і Бертона.
Телескоп також використовувався для вимірювань OH-мазерів у зорях OH/IR.
Двінгело виявив дві карликові галактики поблизу Чумацького Шляху, які отримали назви Двінгело 1 і Двінгело 2. Двінгело 1 — це спіральна галактика з перемичкою, розташована на відстані 10 мільйонів світлових років від Землі в сузір’ї Кассіопеї і відкрита в 1994 році. Вона знаходиться в так званій зоні уникання, в якій галактики погано видно через Чумацький Шлях. Подальші дослідження в цьому регіоні в 1996 році виявили ще одну галактику — неправильну галактику Двінгело 2.

## Сучасність
З 1998 року радіотелескоп не використовувався в наукових цілях. Щоб запобігти пошкодженню телескопа під час сильного вітру, він був постійно припаркований у штормовому положенні. Технічне обслуговування більше не проводилося. Установка почала іржавіти, а відпадаючі шматки металу становили небезпеку для навколишнього середовища. Планувалося знести установку.
29 січня 2007 року був заснований фонд CAMRAS, який за допомогою волонтерів намагається відновити інструмент і знову зробити його придатним для використання. 2009 року радіотелескоп Двінгело був оголошений національною памʼяткою. У 2010 році оператор телескопа ASTRON також визнав його індустріальною пам'яткою. У 2011 році уряд виділив понад 880 000 євро на капітальний ремонт телескопа, який розпочався в червні 2012 року.
У суботу, 28 квітня 2012 року, радіотелескоп був символічно вимкнений Кляйне Детерсом з муніципалітету Вестерфельда, а 5 червня 2012 року параболічну антену шириною 25 метрів і вагою 38 тонн було піднято з вежі та встановлено. на спеціальній естакаді на тих самих фундаментних блоках, на яких у 1954-1956 роках ця антена була побудована. Навколо антени був побудований намет, щоб можна було виконати її піскоструменеву обробку і нанести покриття. 19 листопада 2012 року антену повернули у вежу. Також було відреставровано диспетчерське та машинне відділення та встановлено оптоволоконний зв’язок. 12 вересня 2013 року CAMRAS повідомила, що реставрацію завершено. Офіційне повторне відкриття телескопа відбулося 5 квітня 2014 року в присутності американського астрофізика та Нобелівського лауреата Джозефа Гутона Тейлора.
З 2014 року телескоп доступний для радіоаматорів, астрономів-любителів і навчальних закладів. Також у 2013 році він допоміг відновити зв’язок із наносупутником Triton-1. Телескоп щороку використовується під час радіоаматорського свята JOTA для радіозвʼязку з використанням Місяця як відбивача.

## В культурі
- Нідерландський поет Герріт Ахтерберг[en] (1905—1962) присвятив радіотелескопу сонет «Двінгело», в якому, зокрема, говориться: «в Двінгело ви можете почути шепіт порожнечі в радіотелескопі» (нід. In Dwingelo hoor je het fluisteren der leegte in de radiotelescoop)[17].